# Sceloporus horridus
Sceloporus horridus är en ödleart som beskrevs av  Arend Friedrich August Wiegmann 1834. Sceloporus horridus ingår i släktet Sceloporus och familjen Phrynosomatidae. IUCN kategoriserar arten globalt som livskraftig.

## Underarter
Arten delas in i följande underarter:
- S. h. horridus
- S. h. oligoporus
- S. h. albiventris